# 巴伐利亚州柯尼希斯贝格
巴伐利亚州柯尼希斯贝格（德語：Königsberg in Bayern，官方拼写为，發音：[ˈkøːnɪçsbɛʁk ʔɪn ˈbaɪɐn, ˈkøːnɪk-] ⓘ）是德国巴伐利亚州下弗兰肯行政区哈斯山县的城市，面积61.88平方千米，2023年12月31日人口为3,614人。

## 友好城市
- 法國 栋泽尔

巴伐利亚州柯尼希斯贝格 - Königsberg in Bayern
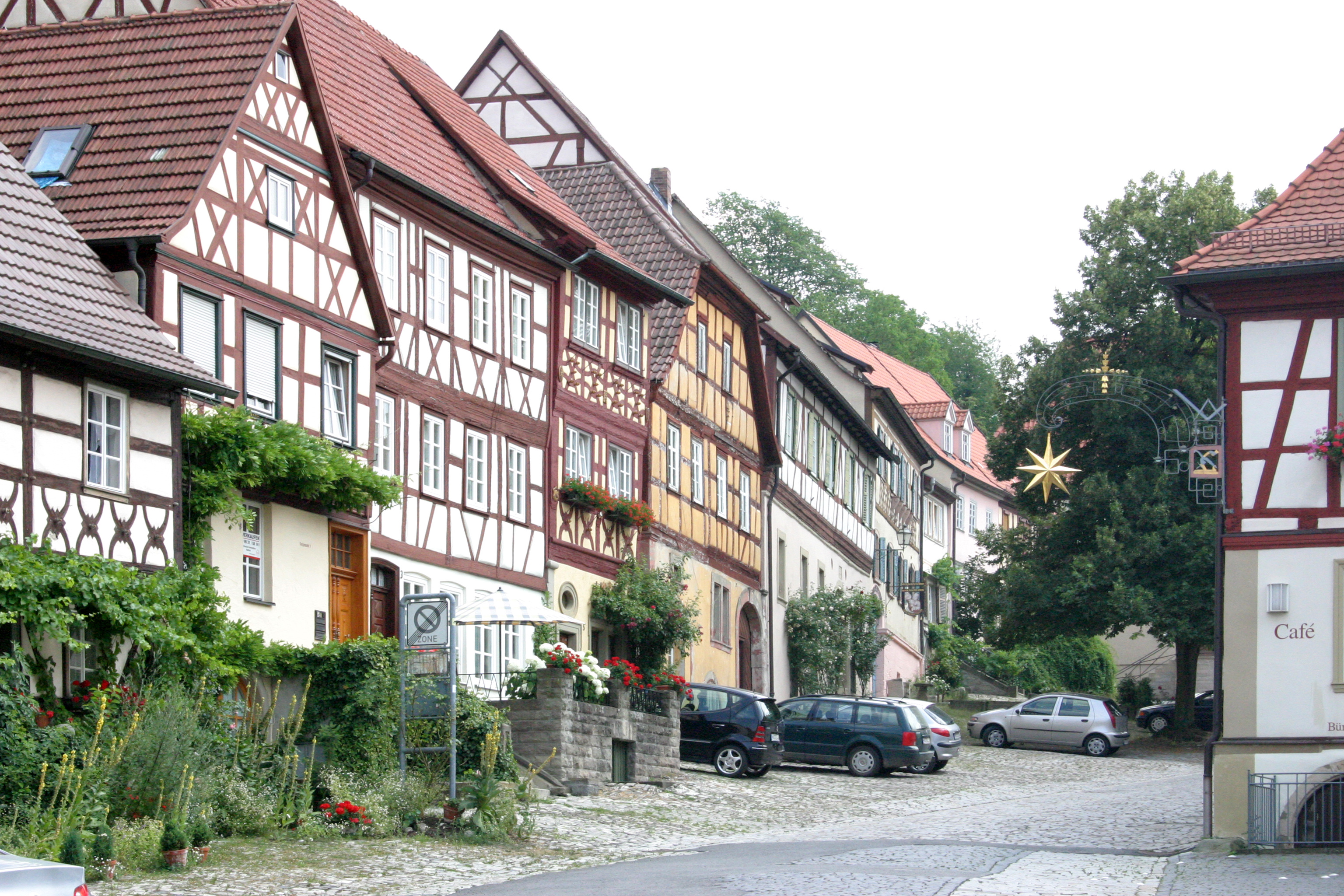
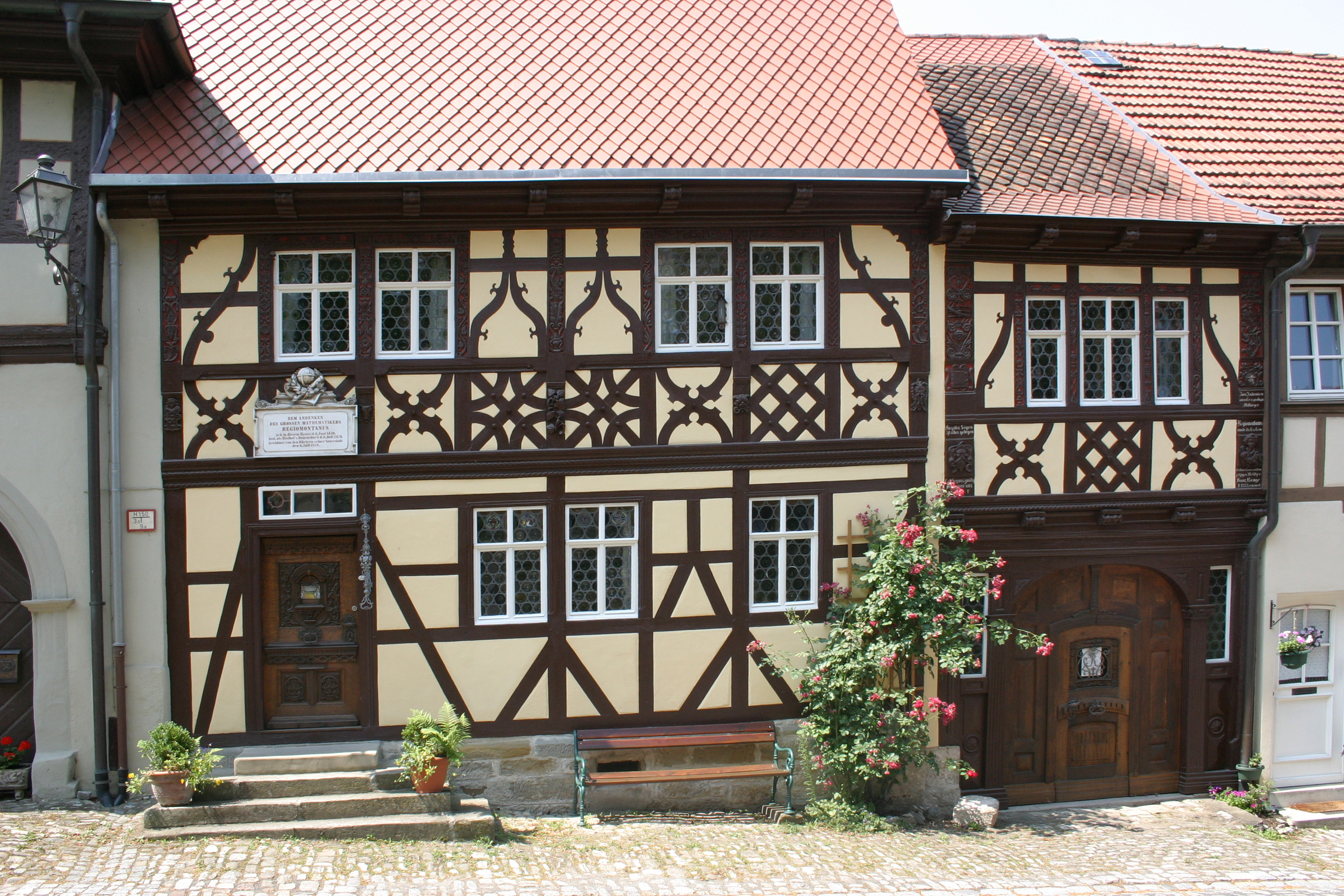
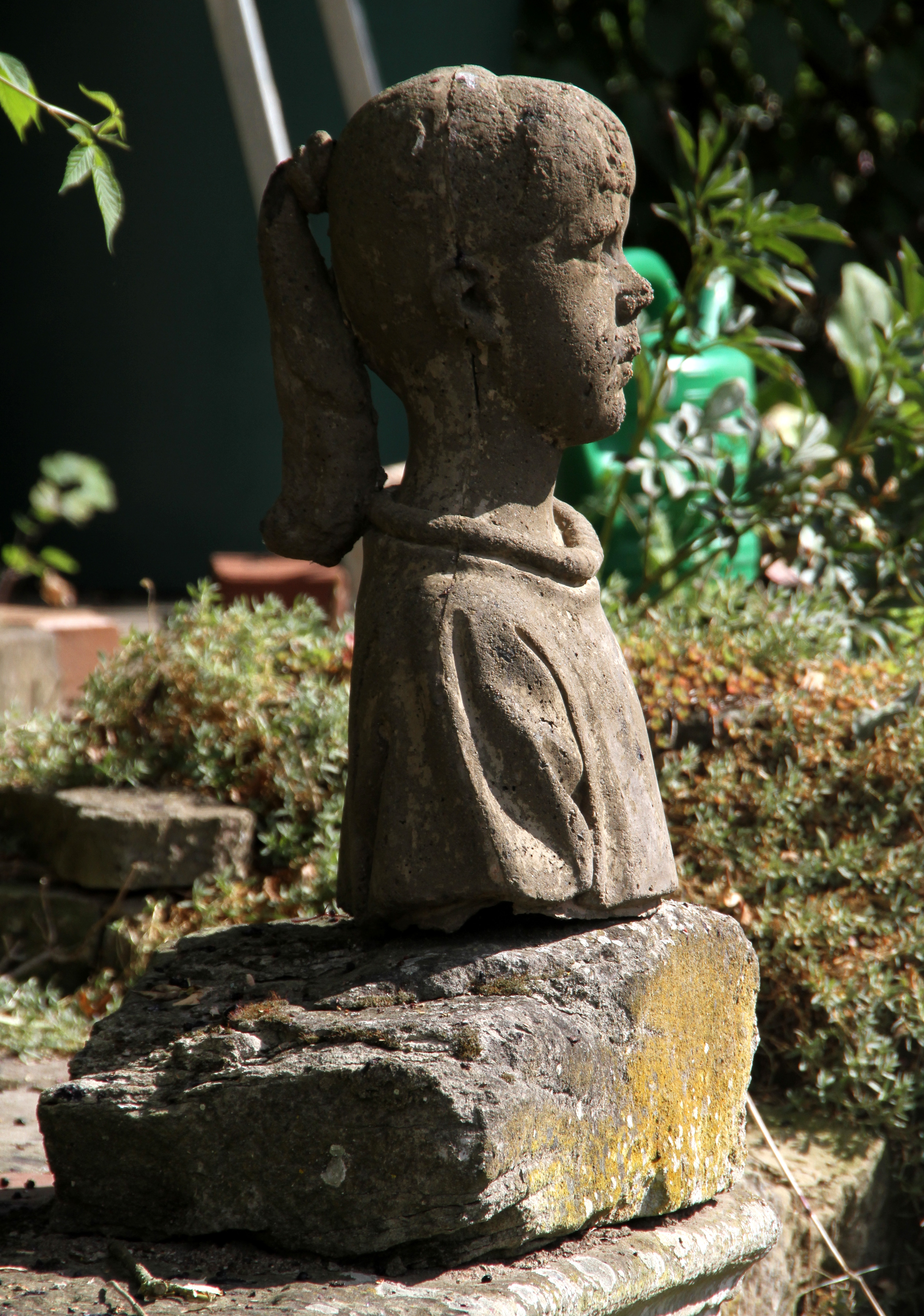
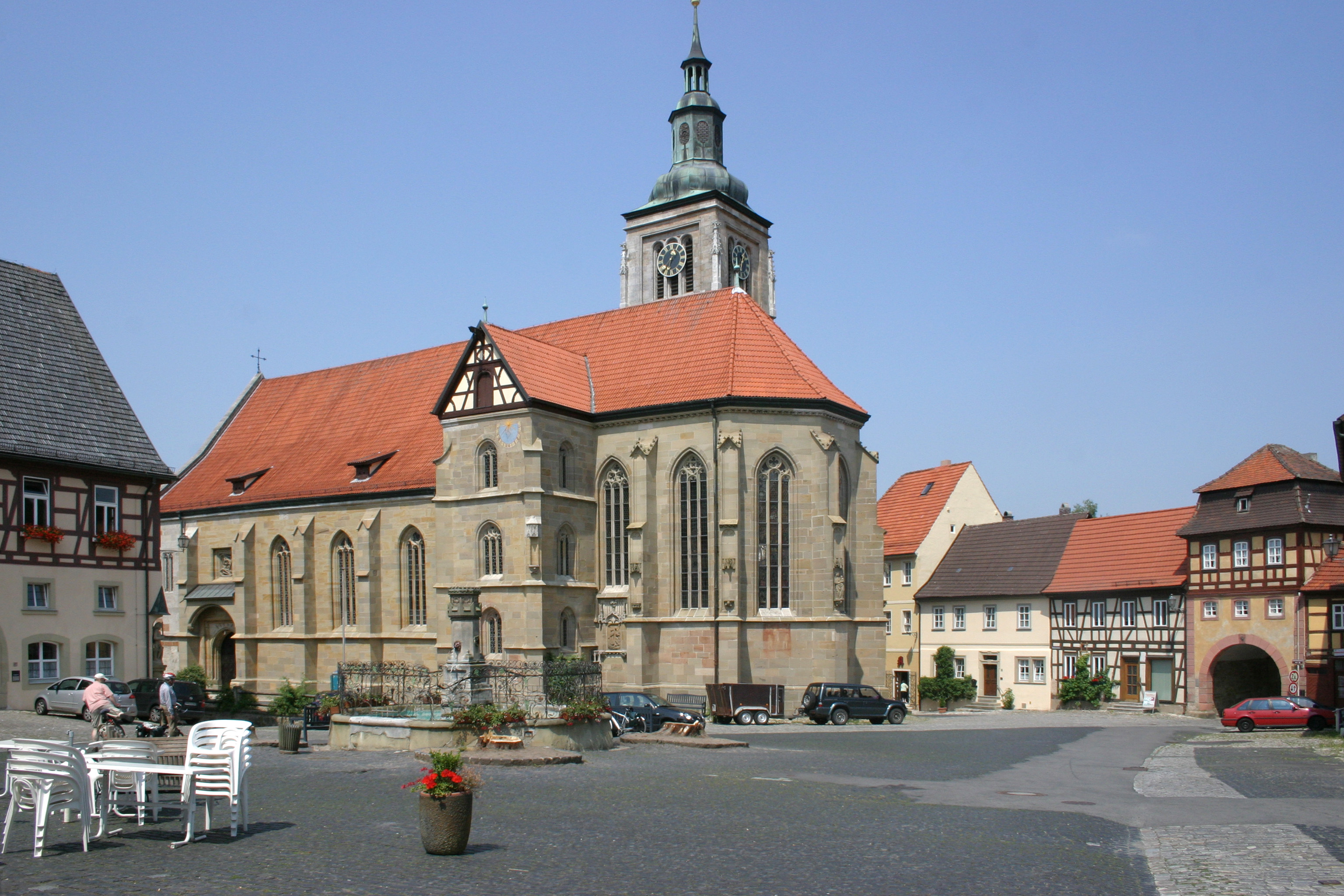
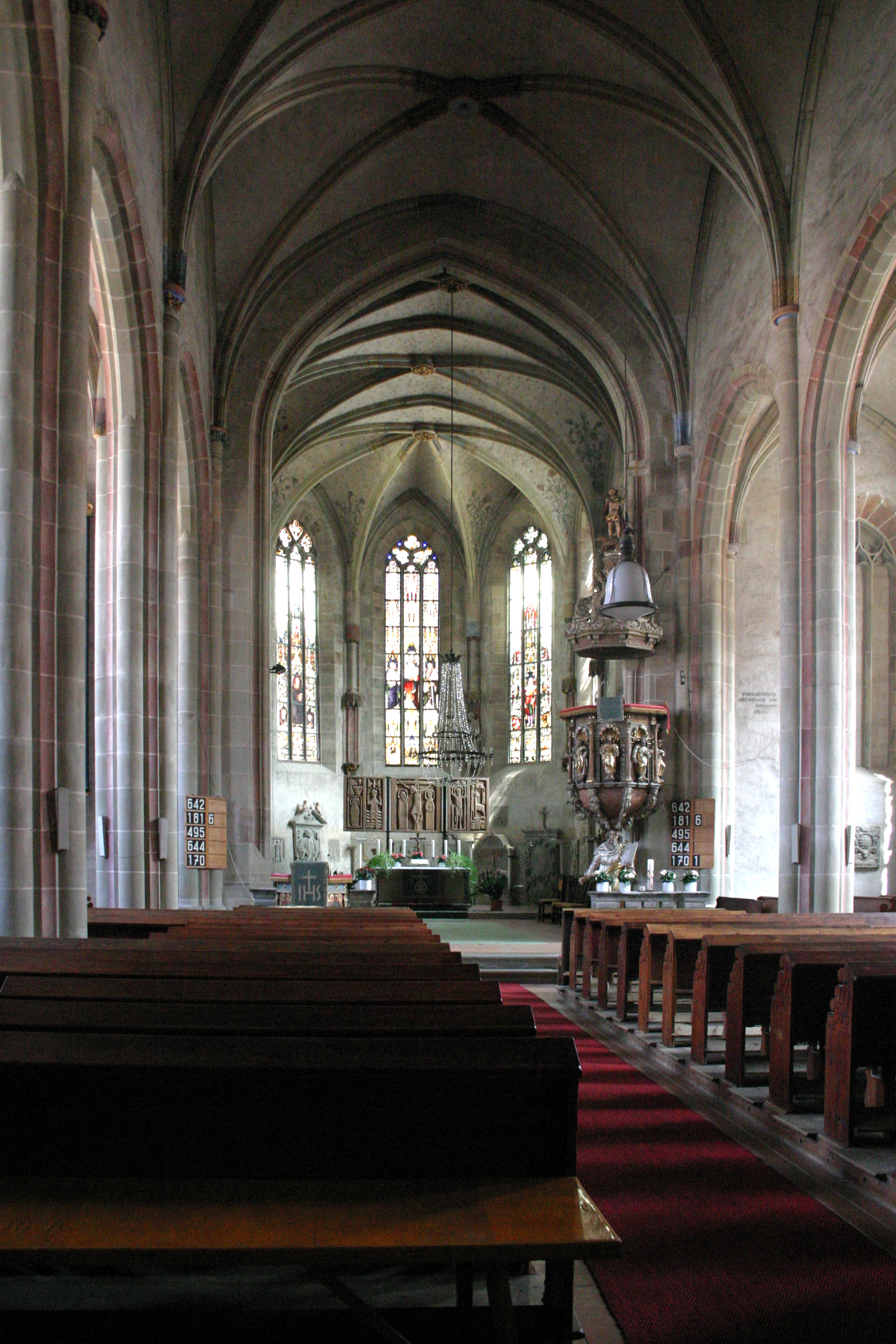
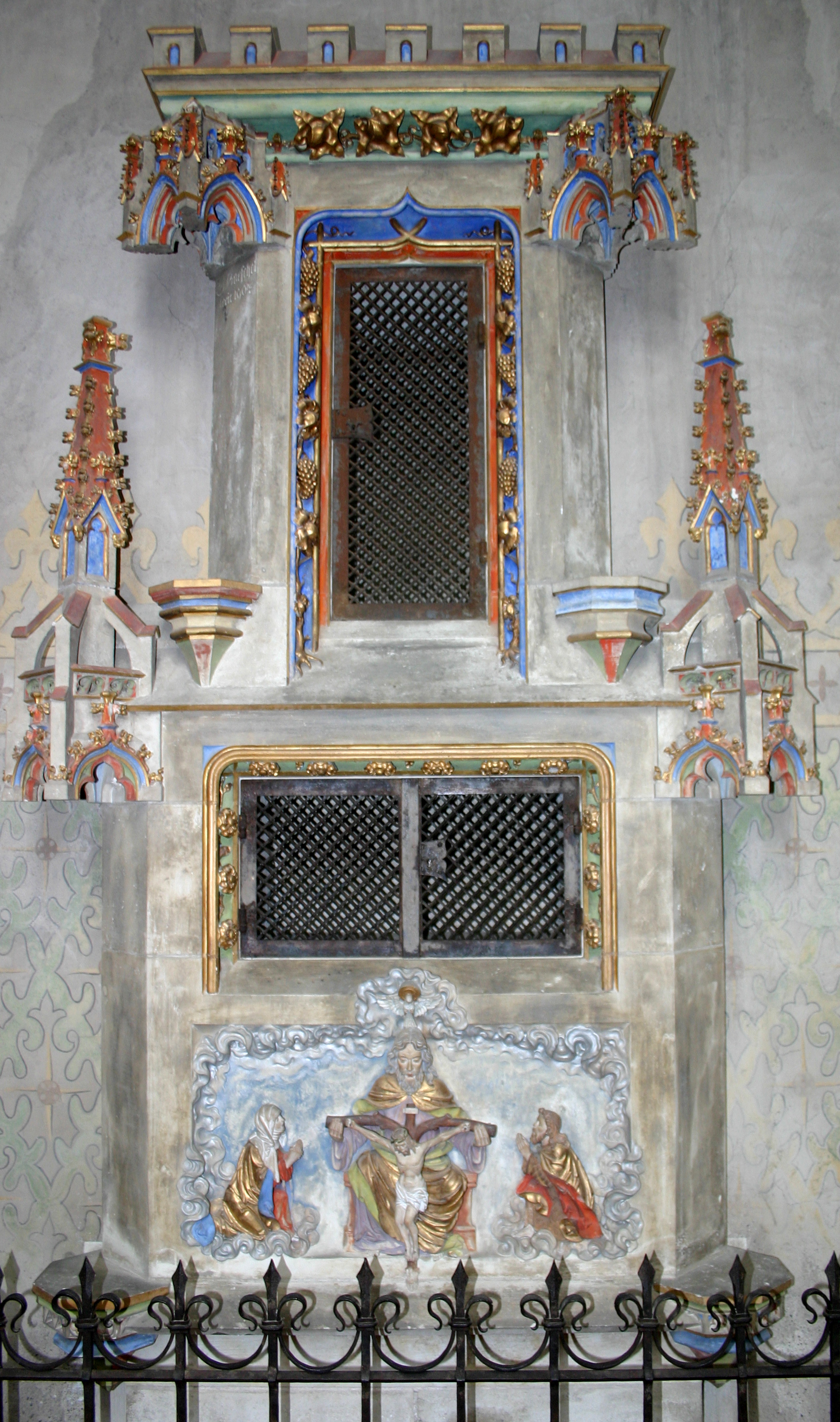
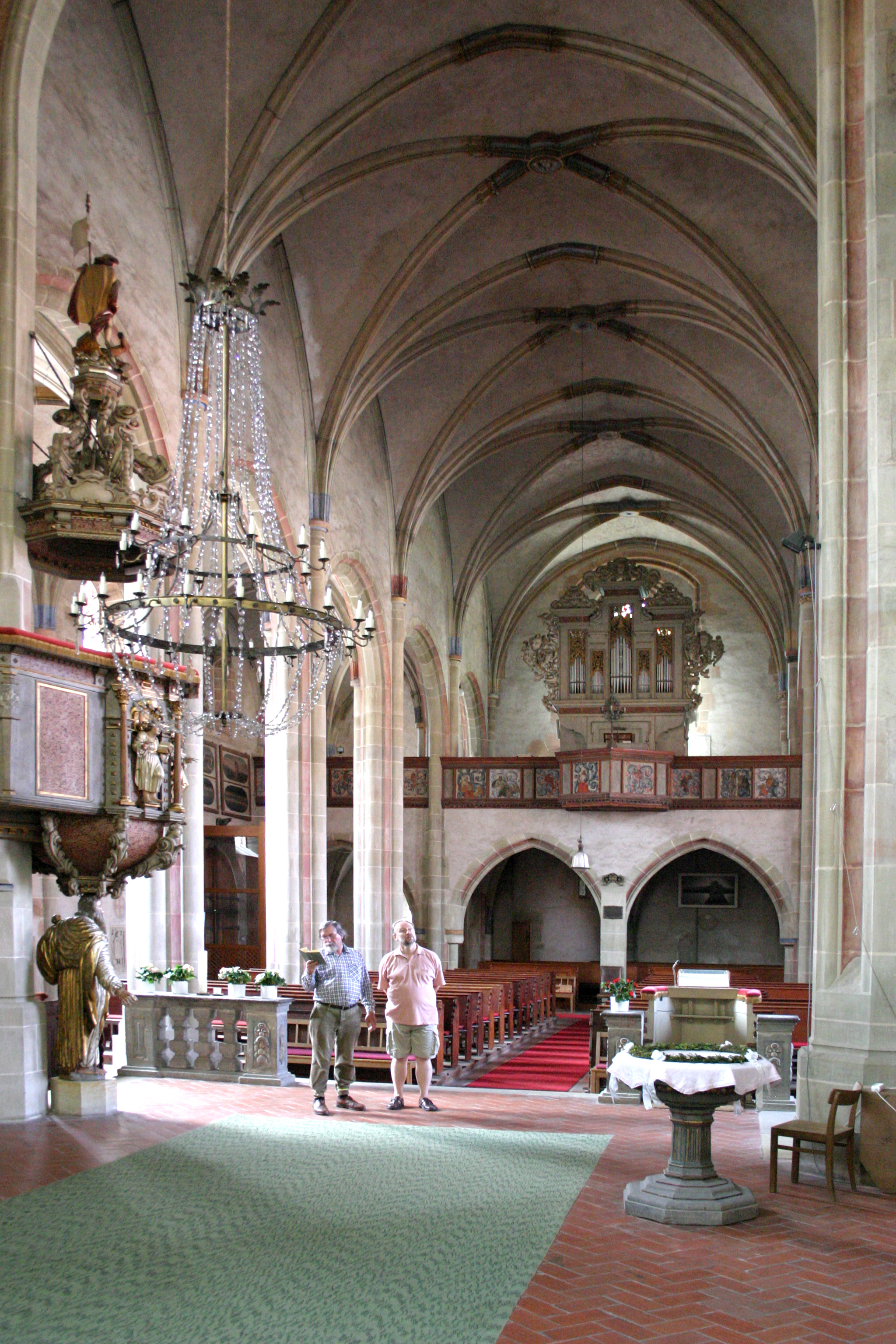
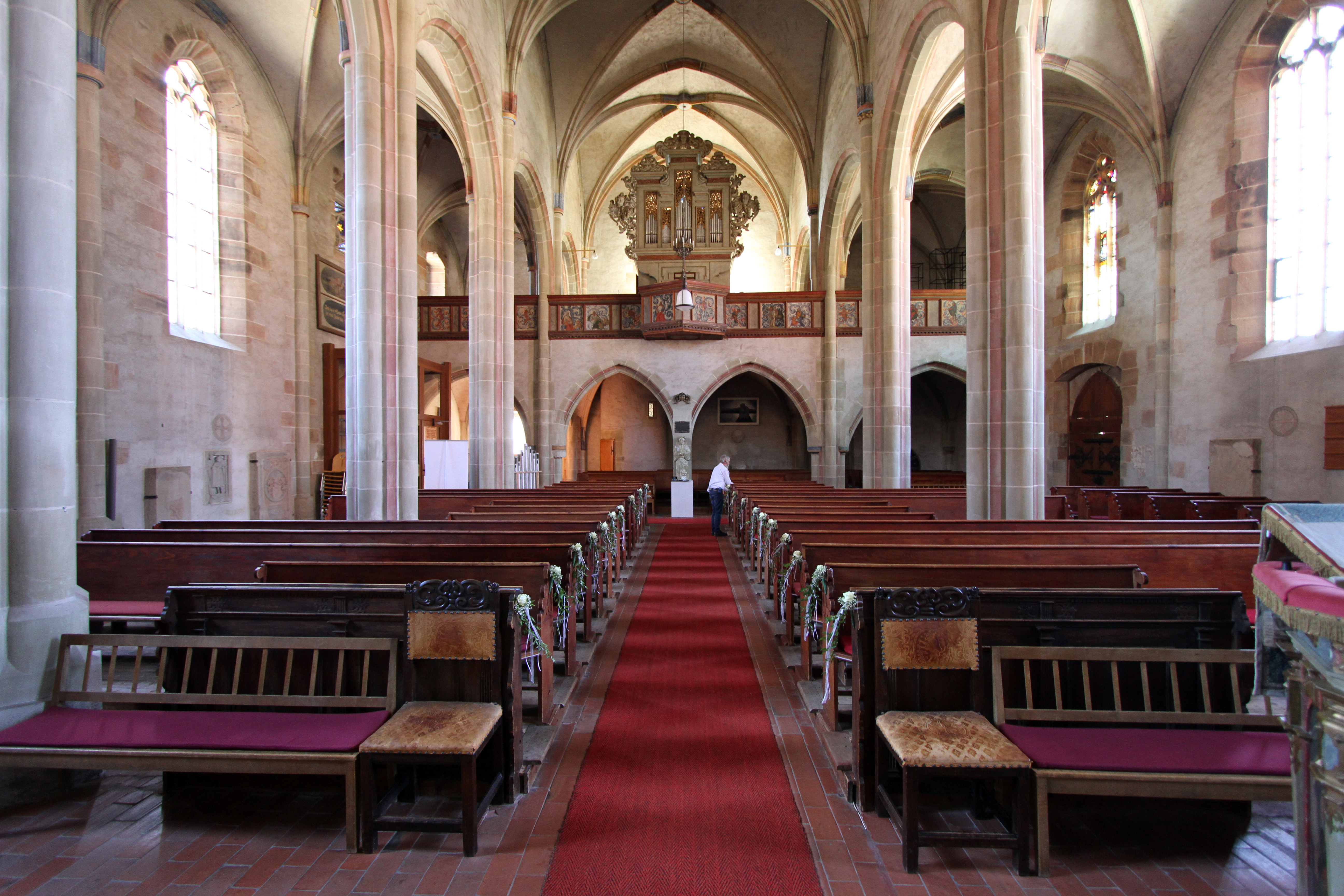